# Colleferro Calcio 1937
Hiệp hội thể thao Football Colleferro là một câu lạc bộ bóng đá Ý có trụ sở tại Colleferro (RM).

## Lịch sử
Đội được chính thức thành lập vào năm 1937 dưới tên gọi"Group Company Colleferro BPD", được lấy từ trung tâm công nghiệp của thị trấn. Đồng phục phản ánh biểu tượng thị trấn, đỏ và đen. Sau WW2, BPD Colleferro tạo được tên tuổi trong bóng đá Ý nhanh chóng leo lên đỉnh Serie C.
Vào những năm 50, trong nhiệm kỳ của mình tại Serie C, BPD Colleferro đã gặp AS Roma nhiều lần trong các trận đấu tập chơi mỗi thứ Năm. Một số cầu thủ mặc áo rossoneri đến từ các đội đáng chú ý như (Scamos từ Pisa) Egidio Guarnacci từ Rome và Fiorentina, người cũng có thể ca ngợi ở đội tuyển quốc gia, Caslino của ' Atalanta, Corrado Bernicchi của Sampdoria. Những cầu thủ khác như Faliero Mucci, Bruno Di Giulio, Marozzi, Franco Matrigiani Enzo Bovani Franco Papi, Guido Moretti Andrea Caslino trở thành huấn luyện viên và tham gia quản lý các đội khác. Vào thời điểm đó, Colleferro chơi ở sân BPD sau đó được đặt tên theo Maurizio Natali, một cầu thủ bóng đá đã chết vào ngày 1 tháng 11 năm 1957, trong một tai nạn xe hơi sau khi trở về từ một trận đấu trên sân khách so với Foggia. Lên đến 4.000 người hâm mộ có thể lấp đầy mặt sân nhỏ để chiêm ngưỡng BPD Colleferro đối đầu những người khổng lồ như Lecce, Bari, Perugia, Venezia và Cagliari.
BPD Colleferro đã giành giải vô địch giải đấu khu vực Promozione trong mùa giải 1949/50 sau khi đánh bại Formia trong trận chung kết ở Arezzo, Tuscany. Trận chung kết này đã phải lặp lại khi người hâm mộ tràn xuống sân cỏ ở Rome khiến trận đấu bị đình chỉ. Các rossoneri đã được quảng bá trong serie C.
Những kẻ thua kém mới được thăng hạng đã chơi mùa giải hay nhất trong lịch sử của họ, bỏ lỡ Serie B chỉ với 9 điểm. Đội bóng này đứng đầu giải đấu cho đến khi có sự xuất hiện của tiền vệ người Hungary có ảnh hưởng lớn là Tibor Garay, cũng là cựu cầu thủ Inter Milan, người được cho là đã tạo ra sự bất bình trong phòng thay đồ gây ra kết quả tồi tệ. Colleferro kết thúc thứ ba, nhưng với cuộc tấn công sung mãn nhất (83 bàn sau 38 trận).
Trong mùa giải tiếp theo, BPD Colleferro đã kết thúc ở vị trí giữa bảng nhưng nó đã bị rớt xuống Giải hạng tư mới thành lập (IV Serie) khi Serie C giảm các đội trong bảng. Mùa giải 1954/55 chứng kiến Colleferro giành chiến thắng"Giải vô địch nghiệp dư"(Đội hạng tư đổi tên thành Serie D) đánh bại Mestrina sau hai lần lặp lại được tổ chức tại Stadio Flaminio ở Rome. Cùng năm đó, được dẫn dắt bởi Masetti, Bpd Colleferro đã trở lại Serie C, vượt qua Siena trong hai lượt với 2.000 người hâm mộ Colleferro đến Tuscany.
Colleferro đã kết thúc mùa giải tiếp theo với Pavia ở vị trí thứ 14 và phải xuống hạng. Colleferro thua Pavia trong trận chung kết play-off ở Florence và trở lại Serie D.
Trong những năm 1960, đội đã điều hướng một lần nữa đến Serie D (loạt IV) đã bỏ lỡ sự trở lại trong Series C nhiều lần bằng cách thua các trận đấu quan trọng.
Vào những năm 70, tập đoàn công nghiệp của BPD đã từ bỏ chính quyền của đội bóng đã đổi tên thành"Sport Group Colleferro Football"và tiếp tục chơi ở bộ phận liên khu vực (Serie D cũ).
Trong khi đội đầu tiên từ từ suy giảm, đội trẻ phát triển với các cầu thủ quê nhà để lại cho các đội hàng đầu như Mark Sangiorgi (Avellino), Massimo Sciarra (Ternana), Mauro Raffin (Sampdoria) và Claudio Brai và Maurizio Girardi (Lazio). Trong những năm 80 và 90, đội đã chơi trong giải vô địch khu vực Promozione, tiếp tục duy trì sự phát triển mạnh mẽ của giới trẻ với những người như Giampaolo Saurini Simone Lucchini, Natale Gonnella và Cristian Biancone. Đội trẻ ở hạng mục"học sinh (được huấn luyện bởi Franco Matrigiani) đã giành chức vô địch khu vực và một ở hạng mục"Thiếu niên", được huấn luyện bởi Faliero Mucci, đã làm cùng mùa vào năm 1986/87 và 1987/88, cho đến khi vào bán kết quốc gia vô địch.
Những thập kỷ tiếp theo chứng kiến Colleferro bị đình trệ ở các giải đấu trong khu vực với điểm thấp nhất đạt được bằng cách xuống hạng trong 1a Cargetoria, sau đó quay trở lại đi qua Promozione và lên Eccellenza. Trong Mùa giải 1999/2000, Colleferro đã được thăng hạng một lần nữa ở Eccellenza và 2001/02 đã gần đến vòng playoffs để thăng hạng Serie D.
Vào năm 2003, đội đã đổi tên một lần nữa, lần này là"SS Colleferro Football"và được Mandova tiếp quản, người đã tân trang lại đội ngũ quản lý và giới thiệu cầu thủ có kinh nghiệm. Câu lạc bộ cũng tiếp tục đóng vai trò quan trọng trong các giải đấu trẻ và nó cũng bao gồm hai đội (nam và nữ) của Football mini.
Phần mềm bạc lấp đầy nội các câu lạc bộ vào đầu thập kỷ này. Thuộc quyền sở hữu của Amerigo Talone và quản lý Enrico Baiocco, năm 2010 Colleferro giành Cup Ý Promozione đánh bại La Sabina ở Guidonia.
Vào năm 2013, Cúp Ý Eccellenza danh giá hơn đã giành được, sau một trận chung kết căng thẳng diễn ra tại Cisterna, trong đó chứng kiến rossoneri chiếm ưu thế trước Atletico Boville Ernica.
Hai chiến thắng này trong ba mùa giải đã biến Colleferro trở thành câu lạc bộ duy nhất trong khu vực giành được cả cúp Ý Promozione và Eccellenza.
Chiến thắng thứ hai cho phép Colleferro tham gia cuộc thi cúp quốc gia Ý. Một khoảnh khắc lịch sử kể từ khi Colleferro không chơi bên ngoài khu vực trong 30 năm.

## Sân vận động
- '20 - giữa '30: Mặt đất Colleferro Scalo BPD
- Giữa những năm 30 - 1989: Stadio BPD, sau này tên là Natali, khoảng 4.000 khán giả. Nó được xây dựng với một giá đỡ chính, được bảo hiểm và một vị trí không che chắn đối diện. Phá hủy và bây giờ được sử dụng như bãi đậu xe.
- 1989101993: Stadio Via degli Atleti, sân cỏ với đường chạy, khán đài có mái che, chứa khoảng 2.500 người hâm mộ. Sân chia sẻ với đội bóng bầu dục địa phương.
- 1993101998: Campo Colle Sant'Antonino, đất, chứa tới 1.000 người. Ngày nay, nó được sử dụng bởi đội bóng đá thiếu niên và các đội bóng nhỏ và nó có sân cỏ nhân tạo.
- 1998 Hiện tại: Campo Caslini, sân cỏ nhân tạo, 963 chỗ ngồi, khán đài có mái che.

## Danh hiệu
- Scudetto Dilettanti: 1 
 1954-1955

### Danh hiệu khu vực
- Coppa Italia Promozione Lazio: 1 
2010-2011
- Coppa Italia Eccellenza Lazio: 1 
 2012-2013

### Các vị trí quan trọng
- Prima Divisione

thứ ba: 1940-1941
- Serie C

thứ ba: 1950-1951
- Serie D

thứ hai: 1960-1961
thứ ba: 1961-1962
- Eccellenza

thứ ba: 2000-2001